# Лауниц
Лауниц (нем. Schmidt von der Launitz) — русский дворянский род.

## Происхождение и история рода
Происходит от Юргена Шмидта фон дер Лауниц, которому в 1568 г. пожаловано поместье в Курляндии.
Род фон дер Лауниц внесен в курляндский дворянский матрикул и в I и II части родословной книги Тамбовской и Полтавской губерний.

## Известные представители рода
- Лауниц, Иван Александрович Шмидт фон дер (1860—?) — генерал-майор артиллерии, постоянный член артиллерийского комитета главного артиллерийского управления.
- Лауниц, Василий Фёдорович (1802—1864) — генерал-адъютант, генерал от кавалерии, командующий войсками Харьковского военного округа.
- Лауниц, Михаил Васильевич Шмидт фон дер (1843—1911) — генерал от кавалерии Русской императорский армии.
- Лауниц, Роберт (1806—1870) — американский скульптор русского происхождения.
- Лауниц, Фёдор Фёдорович (1811—1886) — генерал-лейтенант, участник русско-турецкой войны 1828—1829 годов.
  - Лауниц, Владимир Фёдорович фон дер (1855—1907/1906) — русский военный и государственный деятель, генерал-майор.
- Лауниц, Эдуард Шмидт фон дер (1796—1869) — немецкий скульптор.

## Описание герба
В серебряном поле лев натуральноrо цвета, держащий в правой лапе голубую лилию.
Щит увенчан коронованным дворянским шлемом. Нашлемник — голубая лилия, между серебряным и голубым турьими рогами. Намет голубой с серебром.